# إيرين مورغينسترن
إيرين مورغينسترن (بالإنجليزية: Erin Morgenstern)‏ (8 يوليو 1978، مارشفيلد في الولايات المتحدة)؛ كاتِبة وروائية أمريكية. درست في كلية سميث.

## أنظر أيضًا
السيرك الليلي

## روابط خارجية
- إيرين مورغينسترن على موقع IMDb (الإنجليزية)
- إيرين مورغينسترن على موقع ميوزك برينز (الإنجليزية)